# 伊集院町下谷口
伊集院町下谷口（いじゅういんちょうしもたにぐち）は、鹿児島県日置市の大字。旧薩摩国日置郡伊集院郷下谷口村、日置郡中伊集院村大字下谷口、日置郡伊集院町大字下谷口。郵便番号は899-2501。人口は3,740人、世帯数は1,512世帯（2020年10月1日現在）。

## 地理
日置市の東端部、谷口川中流域から下流域に位置している 。字域の北方には日置市伊集院町徳重、伊集院町清藤、南方には日置市伊集院町恋之原、西方には日置市伊集院町飯牟礼、伊集院町大田、東方には日置市伊集院町猪鹿倉、鹿児島市福山町、鹿児島市上谷口町に接している。
字域の南方から西方にかけて鹿児島県道24号鹿児島東市来線が通っており、それに沿うように鹿児島本線が通っている。中央部には鹿児島県道206号徳重横井鹿児島線が東西に通っている。また南九州西回り自動車道が東西に通っており、字域内には伊集院インターチェンジが所在している。
北部には市街地が形成されており、日置市立伊集院小学校、日置市立伊集院中学校が所在している。市街地の中心部には市街地と伊集院駅を結ぶ鹿児島県道301号伊集院停車場線が南北に通っている。

### 河川
- 谷口川

## 歴史

### 谷口村分村から町村制施行まで
下谷口という地名は江戸時代より見え、薩摩国日置郡伊集院郷（外城）のうちであった。「元禄郷帳」及び「天保郷帳」には「谷口村」とあるが、「薩藩政要録」及び「旧高旧領取調帳」では下谷口村と上谷口村（現在の鹿児島市上谷口町にあたる）に分かれており、その間に分村したことが分かる。
「伊集院由緒記」には「上谷口村、下谷口村、右二カ村前代谷口村と申す一カ村にて、上下に相分り候由。何年間に相分り為申訳、相知不申候」と記されており谷口村が上下に分けられた年間は不明であるが、時期は江戸時代初期であると推測されている。下谷口村の村高は「旧高旧領取調帳」では1,128石余であった。
村域の北方には薩摩街道が通り、南方にある台地には地頭仮屋があり、周囲には麓集落が形成されていた。しかし宝永6年に御仮屋は苗代川（現在の東市来町美山にあたる）に移されたとされている。

### 町村制施行以後
1889年（明治22年）に町村制施行により伊集院郷の一部より中伊集院村が成立し、それまでの下谷口村は中伊集院村の大字「下谷口」となった。1922年（大正11年）には中伊集院村が町制施行し、伊集院町の大字となった。
2005年（平成17年）5月1日に伊集院町が日置郡東市来町、吹上町、日吉町と合併し日置市が成立した。この合併に先立って設置された法定合併協議会である「日置中央合併協議会」において大字名については「字の区域は、現行どおりとし、現行の字の名称の前に当該字の属する合併前の町の名称を付し、字の名称を変更する。」と協定された。合併日の2005年（平成17年）5月1日に鹿児島県の告示である「 字の名称の変更」が鹿児島県公報に掲載された。この告示の規定に基づき即日大字の名称変更が行われ、大字名が「下谷口」から「伊集院町下谷口」に改称された。

## 人口

### 資料データ
| 統計年次〔年〕 | 世帯数〔世帯〕 | 総人口〔人〕 | 出典  |
| -------------- | -------------- | ------------ | ----- |
| 1935（昭和10） | 685            | 3,185        | [ 9 ] |
| 1950（昭和25） | 907            | 4,128        | [ 9 ] |

### 国勢調査
以下の表は国勢調査による小地域集計が開始された1995年以降の人口の推移である。
| 統計年             | 統計年 | 人口  | 人口 |
| ------------------ | ------ | ----- | ---- |
| 1995年（平成7年）  | [ 10 ] | 3,340 |      |
| 2000年（平成12年） | [ 11 ] | 3,591 |      |
| 2005年（平成17年） | [ 12 ] | 3,461 |      |
| 2010年（平成22年） | [ 13 ] | 3,558 |      |
| 2015年（平成27年） | [ 14 ] | 3,631 |      |
| 2020年（令和2年）  | [ 3 ]  | 3,740 |      |

## 施設

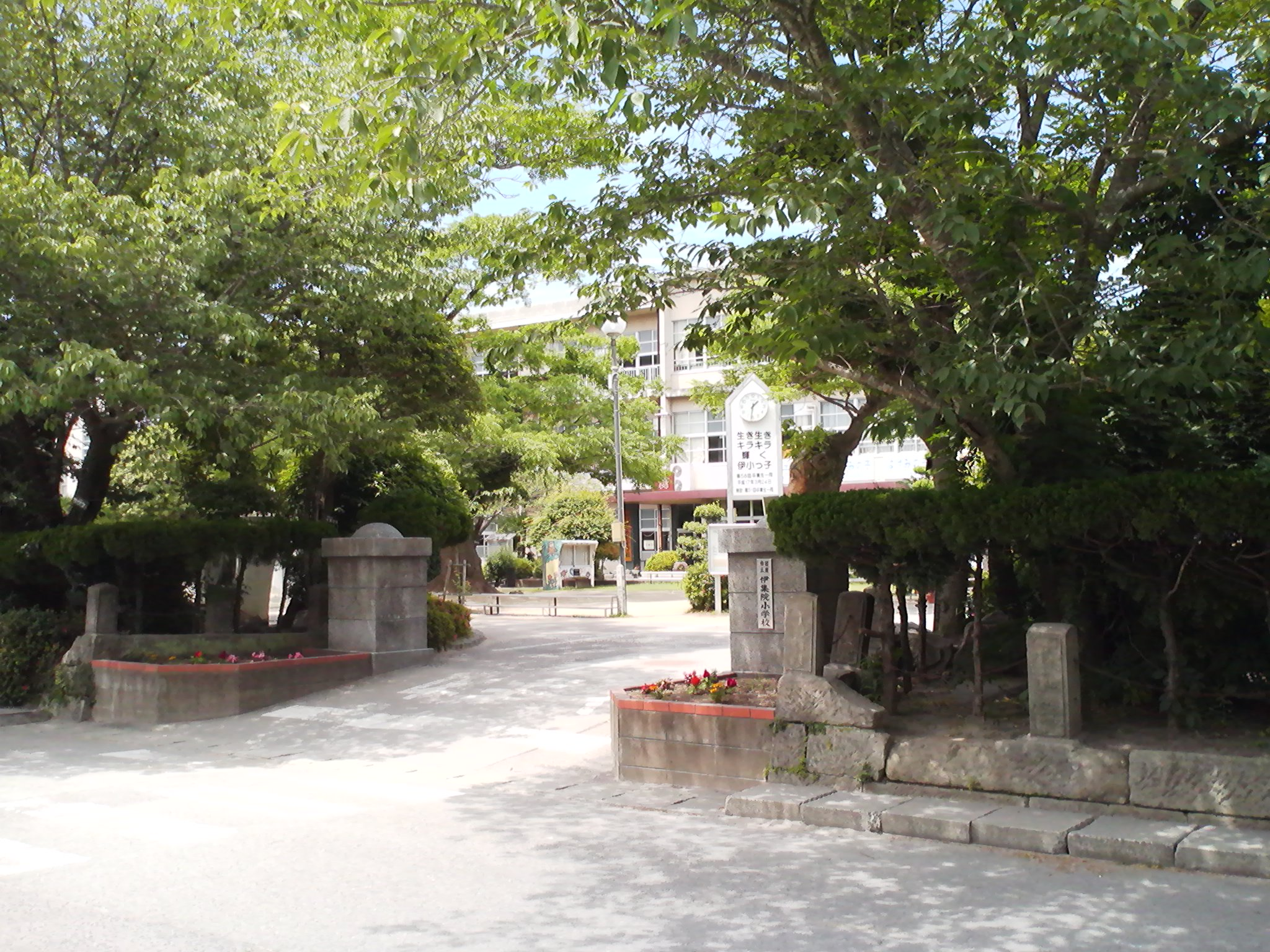
日置市立伊集院小学校

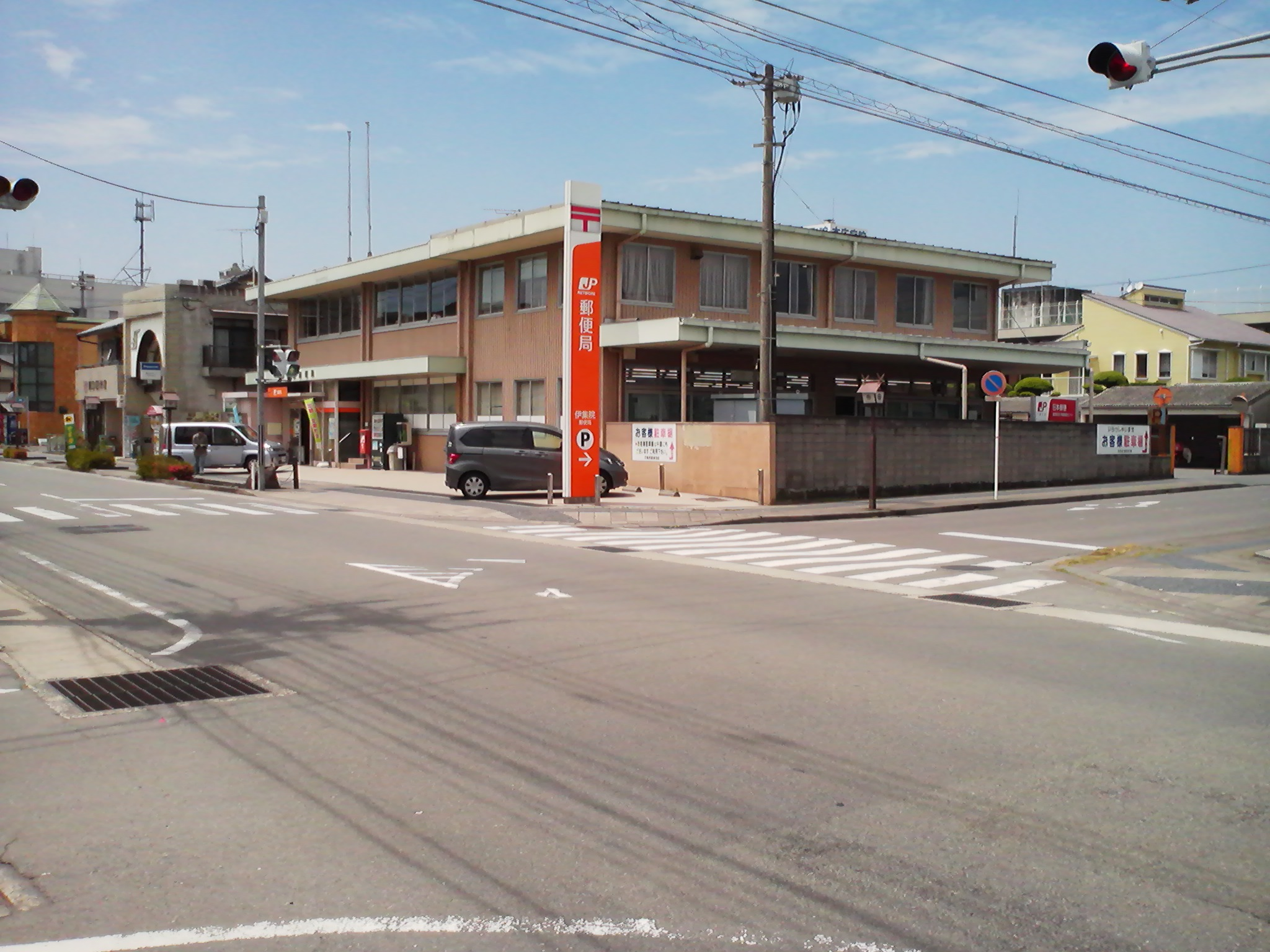
伊集院郵便局

### 公共
- 伊集院税務署[15]
- 鹿児島地方裁判所伊集院簡易裁判所[16]
- 鹿児島県鹿児島地域振興局日置庁舎[17]
  - 日置市役所産業建設部[18]
- 日置市立中央図書館[19]
- 日置市伊集院武道館[20]
- 伊集院地区公民館[21]

### 教育
- 日置市立伊集院中学校[22]
- 日置市立伊集院小学校[23]
- 伊集院幼稚園[24]
- 清光保育園

### 郵便局
- 伊集院郵便局[25]
- 窪田簡易郵便局[26]

### 寺社
- 妙音寺常楽院
- 大光寺
- 光林寺
- 金剛院
- 南方神社
- 念法眞教鹿児島念法寺

## 小・中学校の学区
市立小・中学校に通う場合、学区（校区）は以下の通りとなる。
| 大字           | 番地                 | 小学校               | 中学校               |
| -------------- | -------------------- | -------------------- | -------------------- |
| 伊集院町下谷口 | 下記を除く全域       | 日置市立伊集院小学校 | 日置市立伊集院中学校 |
| 伊集院町下谷口 | 池ノ迫、中原、野豆迫 | 日置市立飯牟礼小学校 | 日置市立伊集院中学校 |

上記の他、鹿児島市に隣接している地域では鹿児島市に位置する鹿児島市立松元小学校、鹿児島市立松元中学校に通学している。

## 交通

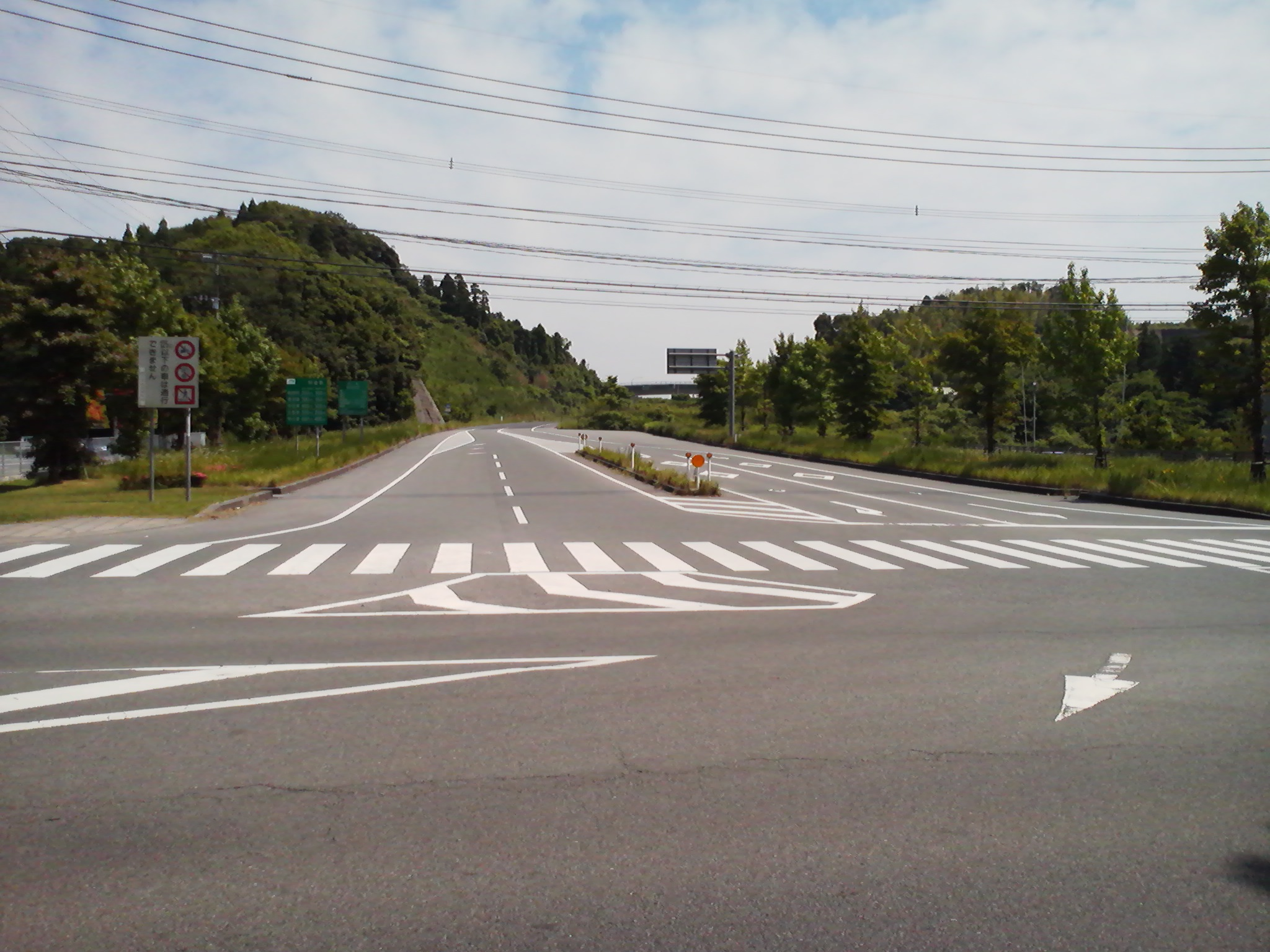
伊集院インターチェンジ

### 道路
一般国道
- 南九州西回り自動車道鹿児島道路（国道3号バイパス）
  - 伊集院インターチェンジ - 伊集院バスストップ

主要地方道
- 鹿児島県道24号鹿児島東市来線
- 鹿児島県道37号伊集院日吉線

一般県道
- 鹿児島県道206号徳重横井鹿児島線（鹿児島街道）
- 鹿児島県道301号伊集院停車場線